# Șefket Musa Velulla
Șefket Musa Velulla, în limba română ortografiat de cele mai multe ori Șefchet Musa Velula, (n. 30 iunie 1905, Palazu Mare, județul Constanța – d. 10 decembrie 1960, Dej, județul Cluj) a fost un imam erudit care a militat pentru cauza etniei tătare, martir al închisorilor comuniste din România. A fost tatăl fizicianului Geavit Musa, membru corespondent al Academiei Române.

## Biografie
Șefket s-a născut în Palazu Mare, Constanța, pe 30 iunie 1905, fiind fiul lui Velulla și Azime, iar în 1927 a absolvit Seminarul Teologic Musulman din Medgidia. După absolvire a fost imam-hatip în localitățile tătărești Corbu și Palazu Mare, iar începând cu 1935 a ocupat postul de secretar al Consulatului General al Turciei la Constanța.
În noaptea de 6 spre 7 iunie 1952 a fost ridicat de către Securitate de la domiciliul său din Constanța, str. Miron Costin nr. 27. Familia sa avea să nu îl mai revadă vreodată și să îndure ani de-a rândul persecuțiile. Șefket a făcut parte din cel de al doilea “lot de tătari” acuzați de “crimă de înaltă trădare” și a fost pedepsit cu “închisoare pe viață cf. art. 19 CP: muncă silnică”. A murit în închisoarea de la Dej, în decembrie 1960. Mormântul său a rămas neidentificat.